# Oreste Simonotti
Oreste Carlo Luigi Simonotti (Verona, 18 agosto 1879 – Milano, 14 aprile 1949) è stato un imprenditore e dirigente sportivo italiano, presidente del Casale dal 1911 al 1916 e dal 1926 al 1929, nonché dell'Ambrosiana dal 1929 al 1931.
È l'unico presidente nella storia del campionato italiano di calcio ad aver vinto due scudetti alla guida di due società diverse.

## Biografia
Figlio di Giovanni Battista Pasquale Simonotti e Maddalena Puletti, era ingegnere e Grand'Ufficiale dell'Ordine dei Santi Maurizio e Lazzaro. Sposò Vittoria Manacorda, donna di illustre famiglia casalese, da cui ebbe un figlio, il poeta Giorgio Simonotti Manacorda.
Uomo definito «attivissimo, spiritoso, eclettico, geniale, non da ultimo fortunato e munifico», Oreste Simonotti era soprannominato il "Sire di Villabella" e fu il primo cittadino di Casale Monferrato a dotarsi di un’automobile. Nell’ambiente sportivo, inoltre, era noto per la curiosa superstizione di riempirsi le tasche di chiodi vecchi per toccar ferro nei momenti critici.

## Carriera

### Casale
Simonotti divenne presidente del Casale Foot Ball Club il 30 agosto 1911, succedendo nell’incarico al professor Raffaele Jaffe, fondatore della società. Simonotti tenne la guida del sodalizio fino al 20 maggio 1916, data che segnò la cessazione dell’attività sportiva della squadra a causa della prima guerra mondiale. Ritornò poi alla guida dei nerostellati dal dicembre 1926 sino al febbraio 1929.
Durante la sua presidenza il Casale vinse nel torneo di Prima Categoria 1913-1914 il primo e unico titolo tricolore della sua storia.

### Ambrosiana
Il campionato 1928-1929 fu un insuccesso per la Società Sportiva Ambrosiana (nata in seguito alla fusione del Football Club Internazionale Milano e dell'Unione Sportiva Milanese nel 1928): la squadra finì 6ª nel girone B di qualificazione alla Serie A. Anche dal punto di vista economico insorsero gravi problemi, l'Ambrosiana non aveva sufficiente liquidità per pagare gli stipendi visto che al presidente Ernesto Torrusio, persa la carica di vice-podestà di Milano, erano stati preclusi i finanziamenti provenienti dalle casse del Fascio cittadino. Per salvare l'Ambrosiana le gerarchie fasciste chiesero l'intervento di Simonotti che risolse il problema di cassa di tasca propria a fondo perso.
Simonotti divenne quindi presidente, e fu affiancato in società dall'ex capo del CONI Lando Ferretti, in qualità di presidente onorario, nonché dal direttore sportivo Aldo Molinari; il nome della squadra fu nuovamente cambiato in Associazione Sportiva Ambrosiana. Proprio con l'arrivo di Simonotti, che rimise in sesto il sodalizio, i nerazzurri conquistarono nel campionato di Serie A 1929-1930 lo scudetto (il primo come Ambrosiana, il terzo complessivo nella storia dell'Inter).
Il successo fu però funestato dal crollo delle tribune del campo di via Goldoni in occasione del match decisivo contro il Genoa: la partita si tenne ugualmente mentre una trentina di spettatori finirono in ospedale. L'Ambrosiana era coperta da un'assicurazione che la tutelava contro questi rischi, sennonché tale compagnia risarcì solo parzialmente le circa 160 richieste di indennizzo da parte delle persone ferite o contuse e iniziò a rivalersi sulla società nerazzurra. Simonotti dovette ancora una volta far fronte di persona alle spese societarie, ma fu costretto a chiedere l'intervento del presidente della Federazione Italiana Giuoco Calcio Leandro Arpinati per evitare il tracollo finanziario. Non avendo ricevuto risposta, fu pertanto obbligato a lasciare nel dicembre 1931 la presidenza dell'Ambrosiana a Ferdinando Pozzani.